# Astroviridae
Astroviridae es una familia de virus que infectan vertebrados. Tienen un genoma de ARN monocatenario positivo y por lo tanto se incluyen en el Grupo IV de la Clasificación de Baltimore. Tienen una apariencia de estrella con 5 o 6 puntas y su nombre se deriva de la palabra griega "astron", que significa estrella. Estos virus fueron descubiertos en 1975 mediante el microscopio electrónico durante un brote de diarrea. El genoma no es segmentado y la cápside es icosaédrica sin envoltura. Cada partícula del virus tiene un diámetro de 28-30 nm.

## Astrovirus
Los astrovirus humanos (HAstV) son una de las principales causas de gastroenteritis aguda (GEA) en todo el mundo, llegando a erigirse como la segunda causa principal de GEA infantil en algunas regiones. Los síntomas principales son diarrea, seguida de náuseas, vómito, fiebre, malestar general, anorexia y dolor abdominal. Algunos estudios de investigación han mostrado que la duración de los síntomas es de aproximadamente tres a cuatro días. La infección no suele ser grave y sólo en algunos pocos casos conduce a la deshidratación. Las personas infectadas no necesitan hospitalización, debido a que los síntomas remiten por sí mismos después de un corto período.

## Agente infeccioso

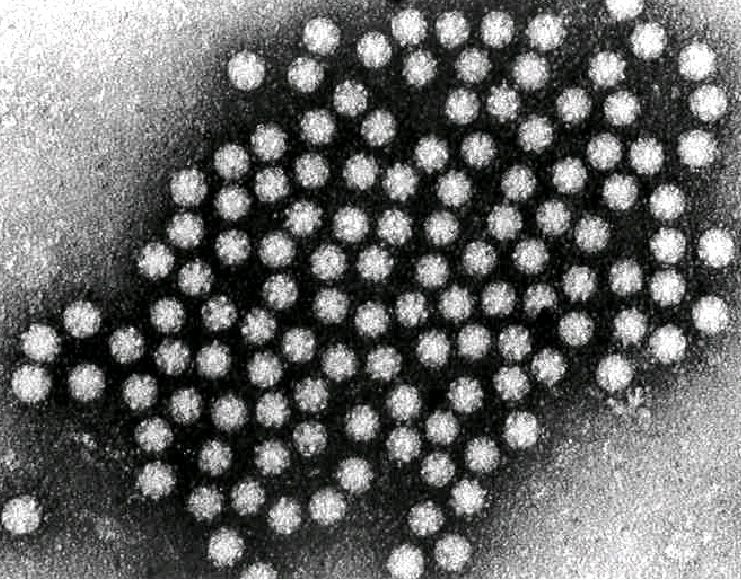
Imagen de partículas de astrovirus al microscopio electrónico.

Los astrovirus pertenecen a la familia Astroviridae. Los miembros de esta familia de virus infectan mamíferos y aves. Tienen un genoma de ARN monocatenario positivo y por lo tanto se incluyen en el Grupo IV de la Clasificación de Baltimore. Tienen una apariencia de estrella con 5 o 6 puntas y su nombre se deriva de la palabra griega "astron", que significa estrella. Estos virus fueron descubiertos en 1975 mediante el microscopio electrónico durante un brote de diarrea. El genoma no es segmentado y la cápside es icosaédrica sin envoltura. Cada partícula del virus tiene un diámetro de 28-30 nm.

## Microbiología
La familia Astroviridae contiene dos géneros: Mamastrovirus que infecta a los humanos y Avastrovirus que infecta a aves. Dentro de cada género se conocen varias especies, cada una de las cuales se denomina en función del huésped que infecta. Además, cada especie es subclasificada en serotipos.
Los astrovirus tienen un genoma compuesto por un solo filamento de ARN monocatenario de sentido positivo. La única cadena de ARN tiene una cola de poli A en el extremo 3', pero no 5' cap. Con la excepción de la poliadenilación en el extremo 3', el genoma tiene una longitud de 6,8-7,9 kb. El genoma está organizado en 3 marcos de lectura abierta (ORFs), con una superposición de aproximadamente 70 nucleótidos entre ORF1a y ORF1b. El ORF restante se conoce como ORF2.
Los ORFs 1a y 1b codifican las proteínas no estructurales, mientras que el ORF2, codifica las proteínas estructurales. Estas últimas juegan un papel fundamental en la antigenicidad, inmunogenicidad y patogenia del virus. La traducción del ORF2 se produce a través de una poliproteína de aproximadamente 80 kDa que es posteriormente procesada intracelularmente hasta generar las tres proteínas que, principalmente, conforman la cápside viral.
El ORF2 codifica, al menos, 3 proteínas estructurales; VP26, VP29 y VP32. Estudios recientes llevados a cabo en España han determinado que la proteína estructural VP26 es la proteína más inmunogenica de todas, siendo la proteína que presenta una mayor antígenicidad frente a los anticuerpos neutralizantes, revelando que es la proteína implicada en el reconocimiento celular, uno de los pasos más importantes en el ciclo inefectivo del virus. Los estudios llevados a cabo con esta proteína revelan que podría ser un firme candidato para el abordaje de desarrollo de vacunas o como molécula para el desarrollo de algún tipo de molécula terapéutica.

## Relación con otros virus
Astroviridae esta estrechamente con Potyviridae, una familia que infectan plantas y son de importancia agrícola ya que pueden dañar los cultivos. Estas dos familias son reunidas en la clase Stelpaviricetes.

## Epidemiología
Un estudio de la enfermedad intestinal en el Reino Unido, publicado en 1999, determinó una tasa de incidencia de 3,8/1000 pacientes-año en la comunidad (95% CI, range2.3-6.4), la cuarta causa más común de gastroenteritis viral. Estudios en EE. UU. han detectado astrovirus en las heces del 2-9% de los niños que presentan síntomas, siendo la enfermedad más frecuente en los niños menores de dos años, aunque también se han detectado brotes entre los adultos y personas de edad avanzada. Los primeros estudios llevados a cabo en Glasgow han demostrado que un porcentaje significativo de los bebés excretan partículas del virus, el 12%, no presentan síntomas gastrointestinales. Los estudios de seroprevalencia realizados en EE. UU. han demostrado que el 90% de los niños tienen anticuerpos para HastV-1 a la edad de 9 años, lo que sugiere que la infección asintomática es común. Como en la mayoría de las causas de gastroenteritis viral, hay un pico de incidencia en el invierno.
Los humanos de todas las edades son susceptibles a la infección por astrovirus, pero los niños, ancianos e inmunodeprimidos son más propensos. La mayoría de los niños han adquirido anticuerpos de astrovirus a la edad de 5 años y viendo el patrón de la enfermedad, esto sugiere que los anticuerpos brindan protección por toda la vida adulta, hasta que comienzan a descender más adelante en la vida.
Los astrovirus circulan por todo el mundo y en determinadas regiones, son la segunda causa más importante tras los rotavirus como causa de diarrea infantil. La aparición de la infección por astrovirus varía en función de la estación. En climas templados la infección es más alta durante los meses de invierno. Esto contrasta con las regiones tropicales, donde la prevalencia es más alta durante la temporada de lluvias. Esta distribución estacional de la infección en los climas templados es bastante desconcertante. Sin embargo, la distribución estacional en los climas tropicales se explica por el impacto de la lluvia sobre los servicios de saneamiento en los países en desarrollo.
El principal modo de transmisión de astrovirus es por alimentos y agua contaminados. Los niños pequeños en guarderías o los adultos en cuarteles militares tienen más probabilidades de desarrollar la enfermedad.

## Síntomas de la enfermedad en humanos
Los astrovirus son ahora reconocidos como una de las causas de gastroenteritis en niños y adultos. Los síntomas principales son diarrea, seguidos de náuseas, vómito, fiebre, malestar general, anorexia y dolor abdominal. Algunos estudios de investigación han mostrado que la duración de los síntomas es de aproximadamente tres a cuatro días. La infección no suele ser grave y sólo en algunos pocos casos conduce a la deshidratación. Las personas infectadas no necesitan hospitalización, debido a que los síntomas remiten por sí mismos después de un corto período de tiempo.

## Diagnóstico
El método clásico de diagnóstico ha sido mediante el uso del microscopía electrónica, sin embargo, debido a la laboriosidad de esta técnica, y su baja sensibilidad, este método prácticamente ha sido restringido a su uso en centros de referencia, como método de verificación. Con la aparición de metodología más sensible, como el enzimo inmuno ensayo (ELISA), el uso de la inmunofluorescencia ha sido drásticamente reducido.
A pesar de la mayor sensibilidad de los métodos comerciales de ELISA, el uso de la técnica de PCR es el más extendido. El uso de la técnica de PCR como posible método gold standard, se debe a que, no solo supera la sensibilidad de los enzimoinmunoensayos, sino que, además el un método mucho más rápido y te permite el posterior genotipado de las muestras analizadas.
Un equipo español desarrolló un método de RT-PCR en tiempo real, altamente sensible y específico para la detección molecular de todos los serotipos virales de astrovirus.

## Prevención
No hay vacuna o tratamiento antiviral contra la infección por astrovirus, pero la higiene personal puede reducir la incidencia de la enfermedad.